# تالر ماريا تريزا

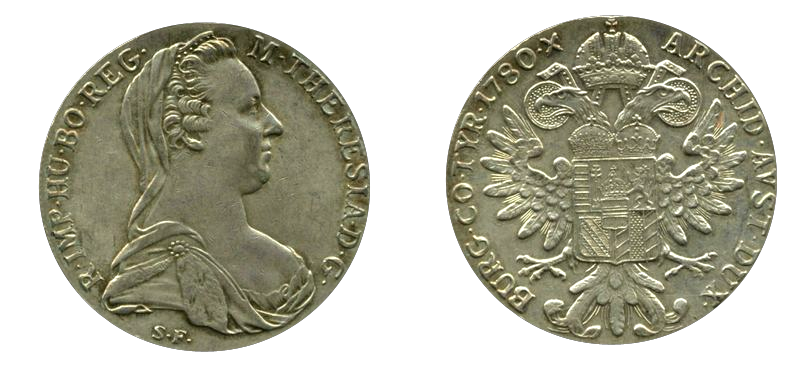
دولار ماريا تريزا. صكوك لندن

تالر ماريا تريزا (بالإنجليزية: Maria Theresa thaler)‏ يعرف أيضا باسم الريال النمساوي أو دولار ماريا تريزا هي عملة فضية سكت عام 1741 وسمي باسم الملكة ماريا تيريزا التي حكمت النمسا وهنغاريا وبوهيميا من عام 1740 إلى 1780، استخدم الريال النمساوي في كانت تستخدم في التجارة العالمية بشكل مستمر. وبتاريخ 19 سبتمبر 1857 أعلن الإمبراطور فرانز جوزيف إمبراطور النمسا بأن دولار ماريا تريزا هو العملة الرسمية للتجارة بالنمسا. ولكن بعدها بسنة أي 31 أكتوبر 1858 فقدت تلك العملة وضعها الرسمي داخل النمسا.
سك الريال النسماوي في مدن بيرمنغهام وبومباي وبروكسل ولندن باريس وروما وأوترخت بهولندا بالإضافة إلى صك نقود هابسبورغ في جنزبرج وهال وكارلسبرغ وكريمنيكا وميلانو وبراغ وفيينا. فما بين عامي 1751 و2000 تم صك 389 مليون عملة، باختلافات طفيفة بالصليب وشعار الوردة. وفي عام 1946 ألغى مصنع صك العملة النمساوي جميع الحقوق للحكومات الأجنبية لصك نسخ من هذه العملة وبالتالي فإن هذا المصنع يكون قد أنتج كمية تساوي 49 مليون تالر ماريا تريزا.
وقد استخدمت عملة تالر ماريا تريزا على نطاق واسع حتى نهاية الحرب العالمية الثانية في أفريقيا، ابتداء من شمال أفريقيا حتى الصومال وإثيوبيا كينيا وزنجبار وتنجانيقيا إلى موزمبيق. وقد وجدت بأماكن مختلفة من العالم العربي خصوصا السعودية واليمن ومسقط وعمان بالإضافة إلى الهند والسودان والان متواجدة فيه.
تلك العملة هي أول عملة استخدمت بالولايات المتحدة وربما ساهمت مع الدولار الإسباني لترشيح الدولار الأمريكي ليكون العملة الرئيسية للولايات المتحدة.

## التفاصيل
يبلغ قطر الريال النمساوي نحو 39.5 ملم وتبلغ سماكته نحو 2.5 ملم، أما الوزن فيبلغ 28.0668 غرام ويحتوي على 23.3890 غرام (0.752 أوقية) من الفضة النقية. ودرجة نقاوتها 0.883 مما يعني أن نسبة النقاء في الريال تتجاوز من 88% فضة. وقد نقش على جانب العملة باللاتينية: "M. THERESIA D. G. R. IMP. HU. BO. REG." وبالجانب الآخر كتب: "ARCHID. AVST. DUX BURG. CO. TYR. 1780 X". وهي اختصارات للجملة التالية: "Maria Theresia, Dei Gratia Romanorum Imperatrix, Hungariae Bohemiaeque Regina, Archidux Austriae, Dux Burgundiae, Comes Tyrolis. 1780 X" وتعني «ماريا تريزا، بفضل الله، إمبراطورة الرومان، ملكة هنغاريا وبوهيميا، أرشيدوقة النمسا، دوقة بورغندي، كونتيسة تيرول. 1780» وحرف "X" تعني الصليب، وقد تم اضافته بعد العام 1750 وتدل على حكم ماريا على هولندا النمساوية. وعلى حاشية العملة يوجد شعار الحكم: "Iustitia et Clementia" وتعني: «العدل والرحمة».

## في أثيوبيا
تم تداول تلك العملة في أثيوبيا خلال حكم الإمبراطور إياسو II بالفترة من (1730-1755). وحسب كلام الرحالة جيمس بروس (James Bruce) لم تكن تلك العملة وضيعة، بل هيمنت على تلك المنطقة عند زيارته لها عام 1768م. وقدر الكاتبان جوزيف كالمر ولودويج هيون في كتابهما الأحباش (Abessinien) بأن 20% من ال245 مليون قطعة نقدية تم اصدارها إلى عام 1931 كانت نهايتها بالحبشة. فخلال الحملة البريطانية على الحبشة عام 1868م بقيادة روبرت نابيير ودخولهم مدينة أمبا ماريام المعروفة باسم «ماكدالا» عاصمة الحبشة آنذاك تحت حكم الملك تيودروس الثاني، فقد نهب من ضمن مانهب الكثير من تلك النقود التي كانت متداولة آنذاك. وفي عام 1890م عرض الإيطاليون عملتهم الجديدة المسماة تالر أرتيري (Tallero Eritreo) كبديل عن التالر النمساوي في المستعمرة الجديدة أرتيريا، متأملين أن تفرض على إثيوبيا عند أي تبادل تجاري معها، وإن ظلت قائمة ولكن لم تنجح ذلك النجاح المتوقع. وحاول الملك الأثيوبي مينليك الثاني في أوائل القرن 1900 إصدار عملة مينليك تالر كعملة محلية بها صورته، وعلى غرار نموذج ماريا تريزا تالر، وفرض استخدامها بالقوة. ولكن المحاولة كانت فاشلة.

## الشرق الأوسط وأفريقيا
كان تالر ماريا تريزا يستخدم على نطاق واسع كعملة في شمال أفريقيا والشرق الأوسط كمناطق غرب الجزيرة العربية، بما في ذلك الحجاز واليمن وحضرموت وظفار وشرق أفريقيا. وكانت تسمى بالريال الفرنسى وأيضا الريال النمساوى، وهي عملة فضية بها صورة للامبراطورة ممتلئة الجسم بالوجه الرئيسي وبالخلف شعار هابسبورغ النسر ذو الرأسين. وكان الطلب المتواصل على هذه الدولارات بعد وفاتها في سنة 1780م هائلا إلى حد جعل دار الضرب الرسمية النمساوية تواصل سكها مع الاحتفاظ بالتاريخ نفسه 1780م منقوشا عليها لمئتي عام بعد وفاتها. وعلى الرغم من أن أنواعا عديدة من الدولارات أو الثيلرات قد جرى سكها لتلبية احتياجات البلدان الإسلامية من العملات في ذلك الزمن، إلا أن دولارات ماريا تيريزا ظلت العملة البارزة والشائعة على نطاق عالمي واستخدمت في تجارة الشرق. لقد استخدمت هذه الدولارات في جميع أنحاء تلك المناطق كعملة تجاوزت حدودها الإقليمية يمكن تداولها دون اللجوء إلى الصرافين أو مكاتب بيع العملات. الا أن هذا الوضع أثر تأثيرا سلبيا على العملات الإسلامية المحلية لأنها لم تكن تحظى بنفس شعبية الدولار الذي اعتبر عملة على درجة أعلى من حيث الوزن والنقاوة.